# Estación Tinguiririca
Tinguiririca  es una estación del ferrocarril ubicada en la localidad de Tinguiririca, comuna de Chimbarongo, Chile. Actualmente no presta servicios.

## Historia
El tramo San Fernando-Curicó donde se encuentra la estación fue inaugurado el 25 de diciembre de 1868.
A finales de la década de 1860 Enrique Meiggs crea un proyecto que propone a la estación para ser punta de rieles de un ferrocarril trasandino, la cual incluía cinco estaciones hasta entrar en contacto con la cordillera. El proyecto nunca se realizó.
Debido a los temporales de 1878 en la zona, el servicio de ferrocarriles se ha visto interrumpido ya que los terraplenes habían sido destruidos.

## Infraestructura
Actualmente la estación se encuentra suprimida y levantada, encontrándose únicamente los andenes de la estación.